# NGC 6442
NGC 6442 (други обозначения – UGC 10978, MCG 3-45-21, ZWG 112.38, NPM1G +20.0529, PGC 60844) е елиптична галактика (E) в съзвездието Херкулес.
Обектът присъства в оригиналната редакция на „Нов общ каталог“.